# Pseudanapis hoeferi
Espèce
Pseudanapis hoeferi est une espèce d'araignées aranéomorphes de la famille des Anapidae.

## Distribution
Cette espèce est endémique d'Amazonas au Brésil,.

## Description
Les mâles mesurent de 0,98 à 1,02 mm et les femelles de 1,0 à 1,06 mm.

## Étymologie
Cette espèce est nommée en l'honneur de Hubert Höfer.

## Publication originale
- Kropf, 1995 : Pseudanapis hoeferi, n. sp. from central Amazonia, Brazil (Araneae, Anapidae). Bulletin of the British Arachnological Society, vol. 10, no 1, p. 19-22.